# Narew (1856)
Narew to parowy wiślany statek pasażerski pływający pod banderą Królestwa Polskiego (środkowej Wisły) o napędzie bocznokołowym. Razem ze statkami Pilica i Niemen został zbudowany na potrzeby obsługi linii żeglugowej Warszawa-Zawichost.

## Dane
- armator: Spółka Żeglugi Parowej
- miejsce budowy: Warsztaty Żeglugi Parowej na Solcu w Warszawie
- maszyna parowa
  - moc: 40 KM
  - produkcja: Seraing, Belgia. Wybudowana w Warszawie.

## Historia
- 1856 r. – rozpoczęcie służby
- 1871 r. – sprzedanie do Rosji.

## Literatura
- Witold Arkuszewski "Wiślane statki pasażerskie XIX i XX wieku".